# Castleton (Vermont)
Castleton – miasto w Stanach Zjednoczonych, w stanie Vermont, w hrabstwie Rutland.